# 野村設郎
野村 設郎（のむら せつろう）は、日本の学者、東京理科大学名誉教授、工学博士。東京都出身。
1968年（昭和43年）から東京理科大学に在職し、その間に理工学部建築学科主任、大学院理工学研究科建築学専攻幹事などを務めた。専門は建築物の耐震性。

## 著書
- 学科 (新版 1級建築士受験講座) ISBN 430603061X ASIN 430603061X
- 二級建築士受験講座 3 建築構造 ISBN 4306030660 ASIN 4306030660